# Kerjacques
Kerjacques (30 mai 1954- 9 février 1981) était un cheval de course français. Il participait aux courses de trot.
Né le 30 mai 1954, il est le fils de Quinio et d'Arlette III, par Loudéac. C'est un cheval alezan d'1,61 mètre au garrot.
Après une brillante carrière de course, il devient l'un des étalons français les plus importants. On retrouve son sang dans de très nombreux trotteurs actuels. Le Prix Kerjacques, course internationale de Groupe II, lui rend hommage tous les ans en mai à Vincennes.

## Palmarès
Sous la casaque de Pierre Forcinal
- Prix Octave Douesnel 1958 ;
- Prix Ariste Hémard 1958 ;
- 2e du Critérium continental 1958.

Sous la casaque de Paul Buquet
- Prix Ovide Moulinet 1959 ;
- Critérium des 5 ans 1959 ;
- Prix Doynel de Saint-Quentin 1959 ;
- 2e du Prix de Normandie 1959.

## Au haras
Kerjacques est acheté en 1960 par les Haras nationaux 150 000 FRF (278 943 EUR2023) et affecté au haras national d'Angers.
Kerjacques est considéré comme le plus grand étalon de l'histoire du trot français, dont l'influence se fait sentir de génération en génération, non seulement parce qu'il produisit de nombreux champions, mais aussi parce que ses fils et ses filles reproduisirent particulièrement bien au haras. Il fut tête de liste des étalons sans interruption de 1970 à 1979. 
Parmi ses meilleurs produits, citons : 
- Une de Mai : Prix de France, Prix de Paris, International Trot, Challenge Cup, Grand Prix de la Loterie, Grand critérium de vitesse de la Côte d'Azur, Prix René Ballière, Prix de l'Atlantique, Grand Prix des Nations, Gran Premio d'Europa, Prix des Meilleurs, Elite Rennen, Grand Prix des Pays-Bas, Critérium des 3 ans, Prix de Vincennes, Prix de Sélection, Prix de l’Étoile...
- Éléazar : Prix d'Amérique, Elitloppet, Prix de France, Prix de Paris, Prix de l'Atlantique, Prix de Sélection, Grand critérium de vitesse de la Côte d'Azur, Prix des Meilleurs...
- Toscan : Prix d'Amérique, Prix de Paris, Critérium des Jeunes, Critérium des 3 ans, Critérium des 4 ans...
- Jorky : Elitloppet, Challenge Cup, Prix de Paris, Preis der Besten, Copenhague Cup, Grand Prix des Nations, Prix René Ballière, Grand Prix des Pays-Bas, Prix de l'Atlantique, Critérium des 3 ans, Critérium des 4 ans, Critérium Continental, Critérium des 5 ans, Prix de l'Étoile...
- Chambon P : son meilleur successeur au haras
- Ua Uka, l'une des plus grandes poulinières du XXe siècle, mère de Fakir du Vivier, Hadol du Vivier, Jet du Vivier...

On retrouve son sang dans la plupart des pedigrees des champions français et même étrangers, en ligne paternelle aussi bien que maternelle, bien après sa disparition. Parmi eux, Rêve d'Udon, Reine du Corta, Ténor de Baune, Coktail Jet, Victory Tilly, Général du Pommeau, Fan Idole, Kesaco Phedo, Jag de Bellouet, Love You, Revenue, Offshore Dream, Orlando Vici, Pearl Queen, Ready Cash, Up and Quick...
Les trotteurs français ne descendant pas de Kerjacques sont exceptions. Né cinquante ans après ses premiers produits, Bold Eagle est son descendant à quatre reprises en 6e et 7e génération : par Képi Vert, fils de Chambon P, par Océanide, fille d'Éole Grandchamps, par Quouky Williams, petit-fils de la poulinière Ua Uka (mère de Fakir du Vivier), et par Perle du Corta, petite-fille de la poulinière Roxane H II.

## Origines
| Origines de Kerjacques | Origines de Kerjacques | Origines de Kerjacques | Origines de Kerjacques |
| ---------------------- | ---------------------- | ---------------------- | ---------------------- |
| Père Quinio            | Hernani III            | Ontario                | Bémécourt              |
| Père Quinio            | Hernani III            | Ontario                | Épingle                |
| Père Quinio            | Hernani III            | Odessa                 | Faucon II              |
| Père Quinio            | Hernani III            | Odessa                 | Ténébreuse             |
| Père Quinio            | Germaine               | Phoenix                | Trinqueur              |
| Père Quinio            | Germaine               | Phoenix                | Avize                  |
| Père Quinio            | Germaine               | Lysistrata             | Bémécourt              |
| Père Quinio            | Germaine               | Lysistrata             | Tunisie                |
| Mère Arlette III       | Loudéac                | Bolero                 | Koenigsberg            |
| Mère Arlette III       | Loudéac                | Bolero                 | Odette                 |
| Mère Arlette III       | Loudéac                | Bonne Fortune          | Jongleur               |
| Mère Arlette III       | Loudéac                | Bonne Fortune          | Querelleuse            |
| Mère Arlette III       | Maggy III              | Fidus                  | Intermède              |
| Mère Arlette III       | Maggy III              | Fidus                  | Sola                   |
| Mère Arlette III       | Maggy III              | Dédette II             | Ontario                |
| Mère Arlette III       | Maggy III              | Dédette II             | Quenouille             |